# 小肠陈
39°52′49″N 116°25′14″E / 39.8802024°N 116.4204264°E
“小肠陈”是北京的一家百年老字号，创建于清光绪年间，主要经营“卤煮火烧”。小肠陈的创始人是京东三河县人陈兆恩，目前已传三代，如今的传人是陈玉田。中華人民共和國成立前主要经营场所在东安市场和西单，之后因为公私合营，陈玉田调到南横街的燕新饭馆专做卤煮火烧。后来由于担心手艺失传，陈家在南横街中段重新打出“小肠陈”的招牌，重开老店，挂匾额“陈记卤煮小肠”，一时门庭若市。